# Държавно устройство на Есватини
Есватини е абсолютна монархия.

## Законодателна власт
Законодателният орган в Есватини е двукамарен парламент. Горната камара (Сенат) има 30 места, за които 20 члена се назначават от краля, а за останалите 10 от долната камара, за срок от 5 години. Долната камара на парламента има 82 места за членове, избирани за срок от 5 години.